# Penafiel
Penafiel – miejscowość w Portugalii, leżąca w dystrykcie Porto, w regionie Północ w podregionie Tâmega. Miejscowość jest siedzibą gminy o tej samej nazwie. 

## Demografia
| Liczba ludności gminy Penafiel (1801–2011) | Liczba ludności gminy Penafiel (1801–2011) | Liczba ludności gminy Penafiel (1801–2011) | Liczba ludności gminy Penafiel (1801–2011) | Liczba ludności gminy Penafiel (1801–2011) | Liczba ludności gminy Penafiel (1801–2011) | Liczba ludności gminy Penafiel (1801–2011) | Liczba ludności gminy Penafiel (1801–2011) | Liczba ludności gminy Penafiel (1801–2011) | Liczba ludności gminy Penafiel (1801–2011) |
| ------------------------------------------ | ------------------------------------------ | ------------------------------------------ | ------------------------------------------ | ------------------------------------------ | ------------------------------------------ | ------------------------------------------ | ------------------------------------------ | ------------------------------------------ | ------------------------------------------ |
| 1801                                       | 1849                                       | 1900                                       | 1930                                       | 1960                                       | 1981                                       | 1991                                       | 2001                                       | 2004                                       | 2011                                       |
| 18 576                                     | 26 944                                     | 31 799                                     | 37 496                                     | 49 924                                     | 64 267                                     | 68 444                                     | 71 800                                     | 72 095                                     | 72 265                                     |

## Sołectwa
Sołectwa gminy Penafiel (ludność wg stanu na 2011 r.)
- Abragão – 2341 osób
- Boelhe – 1646 osób
- Bustelo – 1579 osób
- Cabeça Santa – 2528 osób
- Canelas – 1649 osób
- Capela – 1047 osób
- Castelões – 1397 osób
- Croca – 1767 osób
- Duas Igrejas – 2426 osób
- Eja – 1110 osób
- Figueira – 406 osób
- Fonte Arcada – 1606 osób
- Galegos – 2673 osoby
- Guilhufe – 2844 osoby
- Irivo – 2182 osoby
- Lagares – 2457 osób
- Luzim – 817 osób
- Marecos – 1068 osób
- Milhundos – 1793 osoby
- Novelas – 1794 osoby
- Oldrões – 2004 osoby
- Paço de Sousa – 3869 osób
- Paredes – 1258 osób
- Penafiel – 8761 osób
- Perozelo – 1346 osób
- Pinheiro – 2431 osób
- Portela – 1266 osób
- Rãns – 1907 osób
- Rio de Moinhos – 2886 osób
- Rio Mau – 1414 osób
- Santa Marta – 1289 osób
- Santiago de Subarrifana – 1006 osób
- São Mamede de Recezinhos – 1439 osób
- São Martinho de Recezinhos – 1791 osób
- Sebolido – 912 osób
- Urrô – 1161 osób
- Valpedre – 1576 osób
- Vila Cova – 819 osób